# Hrabstwo Coos (Oregon)
Hrabstwo Coos (ang. Coos County) – hrabstwo w stanie Oregon w Stanach Zjednoczonych. Obszar całkowity hrabstwa obejmuje powierzchnię 1806,38 mil² (4678,5 km²). Według szacunków United States Census Bureau w roku 2009 miało 62 795 mieszkańców.
Hrabstwo powstało w 1853 roku. 

## Miasta[4]
- Bandon
- Coos Bay
- Coquille
- Lakeside
- Myrtle Point
- North Bend
- Powers

## CDP[4]
- Barview
- Bunker Hill
- Glasgow